# 중흥 (발해)
중흥(中興)은 발해 성왕(成王)의 연호이다. 793년에서 794년까지 약 1년 동안 사용되었다. 《신당서》의 기록에 따르면 793년에 문왕(文王)이 죽자 폐왕(廢王) 대원의(大元義)가 즉위하여 수개월 동안 재위하였으며, 대원의를 폐위시키고 즉위한 성왕이 연호를 중흥으로 바꾸었다고 한다. 즉위한 지 수 개월 만에 성왕이 죽고 뒤를 이은 강왕(康王)이 연호를 고쳤다.

## 연대대조표
| 중흥                | 원년       | 2년        |
| 서력                | 793년      | 794년      |
| 육십간지 (六十干支) | 계유(癸酉) | 갑술(甲戌) |

## 같이 보기
- 한국의 연호

| 이전연호: | 다음연호: |
| --------- | --------- |
| 대흥      | 정력      |